# Bad Girl (манґа)
«Bad Girl» (яп. ばっどがーる, Baddo Gāru, Погана дівчина) — чотирикадрова манґа, написана та ілюстрована Нікомару. Серіалізується у сейнен-журналі видавництва Houbunsha «Manga Time Kirara Carat» з березня 2021 року. Станом на липень 2024 року її розділи зібрано у чотири томи танкобон. Аніме-телесеріал, створений студією Bridge, прем'єрував у липні 2025 року.

## Персонажі
Ю Ютані (яп. 優谷 優, Yutani Yū)
Сейю: Адзуса Тачібана
Аторі Мідзуторі (яп. 水鳥 亜鳥, Mizutori Atori)
Сейю: Нііна Ханамія
Судзу Судзукадзе (яп. 涼風 涼, Suzukaze Suzu)
Сейю: Місато Мацуока
Рура Руріха (яп. 瑠璃葉 るら, Ruriha Rura)
Сейю: Міхару Ханаі
Мідзука Мідзуторі (яп. 水鳥 水花, Mizutori Mizuka)
Сейю: Каорі Маеда
Кійорака Сумікі (яп. 清木 清, Sumiki Kiyoraka)
Сейю: Lynn

## Медіа

### Манґа
Манґа «Погана дівчина», написана та ілюстрована Нікомару, спочатку публікувалася в журналі «Manga Time Kirara Carat» видавництва Houbunsha як гостьова робота, перш ніж розпочати серіалізацію 27 березня 2021 року.Станом на липень 2024 року було випущено чотири томи танкобон.

#### Томи
| № | Дата виходу       | ISBN                   |
| - | ----------------- | ---------------------- |
| 1 | 26 січня 2022     | ISBN 978-4-83-227346-7 |
| 2 | 26 листопада 2022 | ISBN 978-4-83-227421-1 |
| 3 | 25 серпня 2023    | ISBN 978-4-83-227478-5 |
| 4 | 25 липня 2024     | ISBN 978-4-83-229562-9 |

### Аніме
28 червня 2024 року було анонсовано виробництво аніме-телесеріалу за мотивами манґи. Створенням серіалу займається студія Bridge під керівництвом режисера Дзьодзі Фурути, сценаристом виступає Сьодзі Йонемура, дизайн персонажів розроблено Юкі Морімото, а музику написала Аріса Окехадзама. Прем'єра відбулась 6 липня 2025 року на Tokyo MX та інших мережах. Відкриваюча пісня — «Super Big Love!» (яп. すーぱーびっぐらぶ!), виконана Tenrogun. Sentai Filmworks ліцензувала серіал у Північній Америці для трансляції на Hidive; перед своїм стрімінговим дебютом він має вийти на Anime Expo 4 липня 2025 року. Medialink ліцензувала серіал в Азіатсько-Тихоокеанському регіоні для трансляції на YouTube-каналі Ani-One Asia.

## Сприйняття
Манґа «Bad Girl» була номінована на премію «Next Manga Awards» 2022 року в категорії друкованої манґи; вона також була номінована в цій же категорії на премію 2023 року.

## Нотатки
1. ↑  Tokyo MX і BS11 призначили прем'єру серіалу на 5 липня 2025 року о 25:00, тобто фактично на 6 липня о 1:00 ночі.[11].